# Furane
Le furane, encore écrit furanne, est un composé chimique de formule brute C4H4O. C'est un composé hétérocyclique appartenant à la classe des métalloles, constitué d'un cycle aromatique à cinq atomes, dont un atome d'oxygène. Il se présente sous la forme d'un liquide incolore très volatil. Possédant une réactivité différente de celle du benzène, il est utilisé comme réactif ou précurseur en chimie organique.

## Synthèse
Le furane a été synthétisé pour la première fois en 1870 par Heinrich Limpricht et fut alors appelé tétraphénol.

### Synthèse industrielle
Une des sources principales du furane est le furfural, obtenu par distillation de dérivés végétaux, notamment des céréales. Le furfural est ensuite décarboxylé par catalyse pour produire le furane. Deux voies de synthèse sont connues :
1. La méthode originelle transforme le furfural en furane, hydrogène H2 et dioxyde de carbone CO2 en présence de vapeur d'eau H2O et d'un catalyseur de Zn-Fe ou Zn-Mn. Le mélange vapeur-furfural avec un ratio 1:5-1:10 est chauffé à 400 °C et le rendement en furane est supérieur à 90 %.
2. En 1959, DuPont met au point une voie de synthèse utilisant un catalyseur en platine, ce qui permet d'éviter l'utilisation de vapeur. Le furfural est directement décomposé en furane et monoxyde de carbone CO sous pression et à une température de 200 °C.

Une autre possibilité est l'oxydation partielle du 1,3-butadiène. Cette technique a été développée par DuPont en 1957. La réaction utilise un oxyde de molybdène MoO3 comme catalyseur à une température de 500 °C. Divers catalyseurs permettent également cette réaction : oxyde de phosphore et de vanadium ou oxyde d'antimoine dopé à l'étain, au cuivre ou encore au tungstène. Toutefois les rendements sont inférieurs à 15 %.
DuPont a continué le développement sur cette voie et, en 1987, un procédé à basse température (90  à   120 °C) a été mis au point. Le réactif 1,3-butadiène est vaporisé puis oxydé par du dichlorure de cuivre dans une solution aqueuse de mono- et dichlorure de cuivre avec présence de chlorure de sodium, de iodure de potassium et d'acide chlorhydrique. Une sélectivité de plus de 90 % est reportée pour une conversion du 1,3-butadiène de 20 %.

### Synthèse de laboratoire
Le furane et ses dérivés substitués peuvent être obtenus à partir de systèmes ouverts, ce qui permet l'accès direct à des dérivés fortement fonctionnalisés, notamment la déshydratation de pentane-2,4-diones substituées permet d'accéder aux furanes 3,4-substitués, assez complexes à obtenir par d'autres voies. La synthèse de Paal-Knorr est une des synthèses les plus simples et permet à partir d'une 1,4-dicétone et de pentoxyde de phosphore P4O10 d'obtenir du furane.

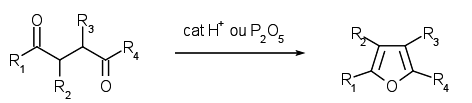
Synthèse de Paal-Knorr du furane.

La synthèse de Feist-Benary fait réagir le carbanion d'un β-cétoester avec le carbonyle d'une cétone α-halogénée puis une substitution nucléophile intramoléculaire a lieu pour former un cycle qui donne par déshydratation un furane.

Synthèse de Feist-Benary

D'autres synthèses du furane sont possibles à partir de cycloadditions ou de réactions de Diels-Alder.

## Propriétés physico-chimiques
Le furane est un liquide incolore aux conditions normales de température et de pression. Il est très volatil et possède une faible température d'ébullition. En RMN du proton, le furane présente deux massifs de pics dans le chloroforme deutéré CDCl3 : 7,4 ppm pour les hydrogènes en α de l’oxygène, 6,3 ppm pour les hydrogènes en β. En RMN du carbone, le furane présente deux pics : à 142 ppm pour les carbones 1 et 5, 109 ppm pour les carbones 2 et 4. Le furane est très soluble dans l'acétone, soluble dans le méthanol et dans l'éther diéthylique et très peu soluble dans l'eau. L'indice de réfraction est de 1.421.

## Aromaticité
|                                                                                          |  |                                               |
| Densité électronique dans la molécule de furane illustrant l'effet donneur de l'oxygène. |  | Extension spatiale des électrons délocalisés. |

Le furane est un composé aromatique qui respecte la règle de Hückel. Il comporte six électrons délocalisés : quatre apportés par les double liaisons et deux pour l'atome d'oxygène (un des deux doublets non liants). Chaque carbone apporte un de ses électrons π dans la délocalisation et l’oxygène apporte deux électrons. Les carbones sont hybridés sp2. Le furane possède une énergie de résonance entre 62,3 et 96,2 kJ mol−1. Cette énergie est inférieure à celle du benzène, du thiophène et du pyrrole : le furane est donc un composé moins aromatique que ces derniers. Cette faible aromaticité explique que le furane agisse comme un diène cyclique dans certaines réactions de Diels-Alder.
L'atome d'oxygène a un effet mésomère donneur et un effet inductif attracteur dans le furane. La délocalisation du doublet non liant constitue l'effet mésomère de l'oxygène tandis que l'attraction des électrons des liaisons C-O vers l'atome d'oxygène correspond à l'effet inductif. Le caractère inductif attracteur influence la répartition des électrons dans le cycle mais ne parvient pas à contrebalancer l'effet mésomère. L’oxygène apporte donc globalement une densité électronique supplémentaire dans le cycle. Cette contribution électronique de l'oxygène se traduit par des valeurs de densité électronique supérieures à 1 pour les carbones du cycle. L'effet mésomère donneur engendre une charge positive sur l'oxygène dans les quatre formes mésomères du furane et une charge négative délocalisée sur les carbones du cycle.
L'atome d'oxygène possède un autre doublet qui n'est pas délocalisé. Le furane est un composé plan. De même que ses homologues thiophène ou pyrrole, son cycle est électro-excédentaire : il a en effet six électrons π répartis sur cinq atomes. La densité électronique est donc nettement plus élevée que sur les analogues benzéniques. D'autre part, contrairement aux cycles aromatiques simples à six chaînons, seule une de ses formes de résonance est neutre, les autres existant sous forme zwitterionique. Ces formes chargées étant minoritaires, la chimie du furane tient en partie de celle des aromatiques et en partie de celle des diènes.

## Réactivité du furane

### Les différents types de réactivité

#### en tant qu'aromatique
Le furane étant électro-excédentaire, les réactions de substitution électrophile aromatique sont nettement plus rapides que sur les analogues benzéniques. Ainsi, il est possible de réaliser les réactions d'halogénation, de sulfonation, de métalation, etc. Le furane est tellement réactif qu'il peut subir des acylations de Friedel-Crafts sans même la présence de catalyseur.
Les positions les plus favorables pour les réactions de substitution sont les positions 2 et 5 (en α de l'oxygène). Lorsque les deux sont disponibles, il est assez difficile de s'arrêter à la monosubstitution. Lorsque les positions 2 et 5 sont occupées, les réactions ont lieu sur les positions restantes.

#### en tant que diène
Le furane et ses dérivés peuvent réagir en tant que diènes ou bien en tant que composés aromatiques selon les substituants sur le cycle. Le furane non substitué réagit particulièrement bien en tant que diène dans les réactions de cyclisation de type Diels-Alders à cause de sa faible aromaticité. De même, les alkyles-furanes, les alkoxy-furanes et les ester et éther furfuryliques ont une bonne réactivité dans les réactions de Diels-Alder. Cependant, les acides furoiques, les nitrofuranes et le furfural possèdent des groupements électro-attracteurs et ne réagissent pas même avec des diénophiles forts. Il peut réagir avec l'anhydride maléique, le maléate et le fumarate sous haute pression, l'acrylate avec un catalyseur (l'iodure de zinc).
L'hydrogénation totale du furane donne le tétrahydrofurane (THF), solvant très utilisé en chimie organique et pharmaceutique.

#### en tant qu'éther
Le furane est un éther cyclique. Il est particulièrement sensible aux ouvertures en milieu aqueux acide. C'est notamment la source de réactions secondaires, notamment sur les dérivés halogénés, particulièrement instables.

### Régiosélectivité des substitutions

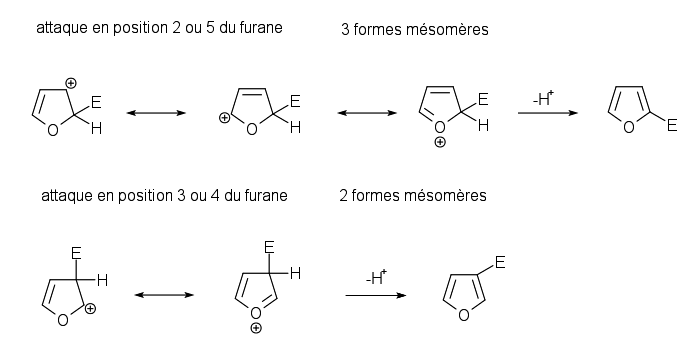
Le mécanisme de substitution du furane avec un électrophile Y

La position où va s’effectuer une substitution dépend de la stabilité de l’intermédiaire de la réaction. L’écriture des formes mésomères des intermédiaires d’une substitution électrophile sur le furane montre qu’une substitution s’effectue préférentiellement en position 2 ou 5 car l'intermédiaire formé possède trois formes mésomères. Lorsque la substitution s'effectue en position 3 ou 4, l'intermédiaire formé possède seulement deux formes mésomères et a une stabilité moins grande.
L'écriture des formes mésomères permet de situer les charges partielles négatives du furane dans les positions 2, 3, 4 et 5. Parmi les formes mésomères, la forme non chargée est plus représentative car plus stable. Parmi les formes mésomères avec des charges, celles où les charges sont les plus éloignées sont plus représentatives que les formes où les charges sont proches. Le furane possède une seule forme mésomère non chargée contrairement au benzène qui possède deux formes mésomères non chargées.

Les formes mésomères du furane

## Réaction avec les acides
Les acides minéraux en solution diluée aqueuse, à froid, n'affectent pas le furane ou les alkylfuranes. Mais à chaud, ils protonent le furane en position 2, produisant une ouverture du furane et la formation de composé  dicarbonylés. De plus, les acides forts concentrés (l'acide sulfurique, l'acide nitrique fumant) ou les acides de Lewis provoquent une polymérisation du furane et de ses dérivés alkyles.
Les substituants du furane influencent la réactivité vis-à-vis des acides. Les furanes substitués par des groupements électro-attracteurs sont relativement stables en milieu acide car le cycle y est moins chargé en électrons et donc moins réactif. En revanche, les furanes substitués par des groupements électrodonneurs sont facilement ouverts ou polymérisés en milieu acide. En effet, les substituants électrodonneurs facilitent l'attaque d'un proton en position 2 du furane.

## Substitution nucléophile aromatique
Le furane ne réagit pas avec les réactifs nucléophiles. Cependant, certains furanes ayant des groupements électro-attracteurs peuvent subir une substitution nucléophile de ces groupements.

## Substitution électrophile aromatique
Le furane est plus réactif que le thiophène et le benzène vis-à-vis des réactifs électrophiles, mais moins réactif que le pyrrole.
La nitration du furane est effectuée avec de l'anhydride acétique H3C–CO–O–CO–CH3 et de l'acide nitrique HNO3 à basse température. Il se forme d'abord du 2-nitrofurane, puis, si la réaction se poursuit, du 2,5-dinitrofurane. La nitration forme un composé non-aromatique, isolable, qui peut perdre une molécule d'acide acétique CH3COOH par l'action d'une base comme la pyridine ou par solvolyse.
La sulfonation est réalisée à température ambiante par l'action du complexe pyridine-trioxyde de soufre pour conduire à un composé monosufonate.
L'alkylation dans les conditions de Friedel-Crafts n'est pas possible et conduit à un mélange de produits et à des polymères.
Cependant, le furane est acylé en présence d'un acide de Lewis par des chlorures d'acide ou des anhydrides. La substitution se fait en position 2. La réaction de Vilsmeier-Haack permet d'ajouter un groupement formyle en position 2 du furane. La réaction de Mannich ne fonctionne pas avec le furane mais s'applique aux alkyles furane qui possèdent une position 2 ou 5 libre.

## Utilisation
Le furane est principalement utilisé comme précurseur en chimie fine. Par hydrogénation du furane, on peut obtenir le tétrahydrofurane (THF) utilisé en premier lieu comme solvant. L'oxydation en présence de brome dans le méthanol donne le 2,5-dimethoxy-2,5-dihydrofurane, utilisé en photographie. C'est également un précurseur pour des produits phytosanitaires tel l'endothall.
Le furane est également utilisé comme bloc pour la formation de polymères qui sont utilisés comme additifs pour des produits de nettoyage et des lessives. L'avantage de tels additifs est qu'ils ne contiennent pas d'azote ni de phosphore.

## Toxicologie
Ces substances ont un caractère lipophile (elles se dissolvent dans les graisses) et contaminent l'Homme principalement par voie digestive (aliments contaminés notamment).
Lors d'une intoxication aiguë, une acné particulière survient (chloracné) au niveau du visage et du tronc. Des atteintes des nerfs périphériques surviennent également (fourmillements, douleurs dans les mains ou les pieds ainsi que des troubles des réflexes myotatiques). De l'hirsutisme est également décrit. Enfin, on retrouve des atteintes du foie, de la glycémie (diabète) et du métabolisme des graisses.
Une augmentation de cancers, sans localisation spécifique, est connue et concerne surtout le sang (lymphome, myélome), les tissus mous, les poumons et le foie.

## Réglementation
- L'EFSA a en 2011 mis à jour ses données sur les taux de furanes dans l'alimentation[26]. Mais, à l'heure actuelle, aucune réglementation ne fixe de teneurs maximales autorisées dans les denrées alimentaires.

En l'absence de réglementation, les capsules de café ont été récemment mises en cause pour la présence de furane. Mais, plusieurs actions, tel l'apport d'air frais lors de la torréfaction des graines (ou l'agitation du café à l'aide d'une cuillère), permettent de réduire drastiquement le niveau de contamination.